# Die Antwoord
Антвурд (афр. Die Antwoord — „одговор”) јужноафричка је реп-рејв група формирана у Кејптауну 2008. године. Групу су основали репери Нинџа, Јоланди Висер и ДЈ Хај-Тек. Стил групе заснован је на контракултурном покрету познатом као зеф у Јужној Африци.
Група је 2009. издала свој деби албум под називом $O$, и то онлајн и бесплатно. Међународну пажњу привукао је музички спот за песму Enter the Ninja. Након кратке сарадње са издавачком кућом Interscope Records, они су 2011. основали сопствену издавачку кућу Zef Recordz и издали свој други и трећи албум — Ten$Ion (2012) и Donker Mag (2014). Четврти албум под називом Mount Ninji and da Nice Time Kid издали су 2016. године, док је за септембар 2017. најављен пети албум The Book of Zef. Године 2022, Ниња и Јоландијев усвојени син, Габријел "Токи" ду Пре, оптужио их је за злостављање, сексуални напад и ропство над њим и његовом сестром Мејси у видео снимку објављеном на Иоутубе-у.

## Дискографија

### Студио албуми
| Назив                                                                      | Детаљи албума | Позиција | Позиција | Позиција | Позиција | Позиција | Позиција | Позиција | Позиција | Позиција | Позиција | Позиција | Позиција | Позиција | Позиција       |
| Назив                                                                      | Детаљи албума | AUS      | BEL (FL) | BEL (WA) | CAN      | GER      | ITA      | NL       | NZ       | SWI      | US       | US Dance | US Indie | US Rap   | US Album Sales |
| -------------------------------------------------------------------------- | --- | -------- | -------- | -------- | -------- | -------- | -------- | -------- | -------- | -------- | -------- | -------- | -------- | -------- | -------------- |
| $O$                                                                        | - Издат: 2009, 12. октобар 2010. - Издавачка кућа: самостално, Cherrytree, Interscope - Форматт: MP3, CD, digital download | 53       | 67       | —        | —        | —        | —        | —        | —        | —        | 109      | 4        | —        | 14       | —              |
| Ten$ion                                                                    | - Издат: 29. јануар 2012. - Издавачка кућа: Zef - Формат: CD, LP, digital download                                         | 38       | 40       | 156      | —        | —        | —        | 87       | —        | 100      | 143      | 8        | 20       | 12       | —              |
| Donker Mag                                                                 | - Издат: 3. јун 2014. - Издавачка кућа: Zef - Формат: CD, digital download                                                 | 11       | 26       | 53       | 15       | 95       | —        | 49       | 32       | 71       | 37       | 1        | 4        | 5        | 37             |
| Mount Ninji and da Nice Time Kid                                           | - Издат: 16. септембар 2016 - Издавачка кућа: Zef - Формат: CD, LP, Digital Download                                       | 9        | 3        | 14       | 16       | 25       | 53       | 40       | —        | 14       | 34       | 1        | 2        | —        | 15             |
| The Book of Zef                                                            | - Издат: 2017 |          |          |          |          |          |          |          |          |          |          |          |          |          |                |
| House of Zef                                                               | - Издат: 2020 |          |          |          |          |          |          |          |          |          |          |          |          |          |                |
| "—" означава да не постоји податак или да албум није издат у том подручју. | |          |          |          |          |          |          |          |          |          |          |          |          |          |                |

### EP
| Назив                                                                      | Детаљи албума                                                                                  | Позиција |
| Назив                                                                      | Детаљи албума                                                                                  | US Dance |
| -------------------------------------------------------------------------- | ---------------------------------------------------------------------------------------------- | -------- |
| 5                                                                          | - Издат: 27. јул 2010. - Издавачка кућа: Cherrytree, Interscope - Формат: CD, digital download | 19       |
| Ekstra                                                                     | - Издат: 12. октобар 2010. - Издавачка кућа: Interscope - Формат: Digital download             | —        |
| "—" означава да не постоји податак или да албум није издат у том подручју. |                                                                                                |          |

### Компилације
| Назив        | Детаљи албума                                                                         | Позиција |
| Назив        | Детаљи албума                                                                         | BEL (FL) |
| ------------ | ------------------------------------------------------------------------------------- | -------- |
| Suck on This | - Издат: 19. мај 2016. - Издавачка кућа: самостално издање - Формат: Digital download | 143      |

### Синглови
| Назив                                                            | Година | Позиција | Позиција | Позиција | Позиција | Позиција     | Позиција                   | Позиција                       | Албум                                           |
| Назив                                                            | Година | AUT      | UK       | FR       | ITA      | US Danc/Elec | US Danc/Elec Digital Songs | US Billboard Twitter Real-Time | Албум                                           |
| ---------------------------------------------------------------- | ------ | -------- | -------- | -------- | -------- | ------------ | -------------------------- | ------------------------------ | ----------------------------------------------- |
| "Wat Pomp"                                                       | 2009   | —        | —        | —        | —        | —            | —                          | —                              | $O$                                             |
| "Beat Boy"                                                       | 2009   | —        | —        | —        | —        | —            | —                          | —                              | $O$                                             |
| "Enter the Ninja"                                                | 2010   | 45       | 37       | —        | —        | —            | —                          | —                              | 5                                               |
| "Fish Paste"                                                     | 2010   | —        | —        | —        | —        | —            | —                          | —                              | 5                                               |
| "Evil Boy"                                                       | 2010   | —        | —        | —        | —        | —            | —                          | —                              | $O$                                             |
| "Rich Bitch"                                                     | 2011   | —        | —        | —        | —        | —            | —                          | —                              | $O$                                             |
| "Fok Julle Naaiers"                                              | 2011   | —        | —        | —        | —        | —            | —                          | —                              | Ten$Ion                                         |
| "I Fink U Freeky"                                                | 2012   | —        | —        | —        | 99       | —            | —                          | —                              | Ten$Ion                                         |
| "Baby's on Fire"                                                 | 2012   | —        | —        | —        | —        | —            | —                          | —                              | Ten$Ion                                         |
| "Fatty Boom Boom"                                                | 2012   | —        | —        | —        | —        | —            | —                          | —                              | Ten$Ion                                         |
| "XP€N$IV $H1T"                                                   | 2012   | —        | —        | —        | —        | —            | —                          | —                              | non-album single                                |
| "Cookie Thumper!"                                                | 2013   | —        | —        | —        | —        | —            | —                          | —                              | Donker Mag                                      |
| "Pitbull Terrier"                                                | 2014   | —        | —        | —        | —        | —            | —                          | 36                             | Donker Mag                                      |
| "Ugly Boy"                                                       | 2014   | —        | —        | 191      | —        | —            | —                          | 27                             | Donker Mag                                      |
| "Dazed and Confused" (featuring God)                             | 2016   | —        | —        | —        | —        | —            | —                          | —                              | Suck on This                                    |
| "Bum Bum" (featuring God)                                        | 2016   | —        | —        | —        | —        | —            | —                          | —                              | Suck on This                                    |
| "Gucci Coochie" (featuring Dita Von Teese, The Black Goat + God) | 2016   | —        | —        | —        | —        | —            | —                          | —                              | Suck on This / Mount Ninji and da Nice Time Kid |
| "Banana Brain"                                                   | 2016   | —        | —        | —        | —        | 30           | —                          | —                              | Mount Ninji and da Nice Time Kid                |
| "We Have Candy"                                                  | 2016   | —        | —        | —        | —        | —            | —                          | —                              | Mount Ninji and da Nice Time Kid                |
| "Fat Faded Fuck Face"                                            | 2016   | —        | —        | —        | —        | —            | 16                         | —                              | Mount Ninji and da Nice Time Kid                |
| "Love Drug"                                                      | 2017   | —        | —        | —        | —        | —            | —                          | —                              | The Book of Zef                                 |

### Друга појављивања
| Назив         | Година | Албум        |
| ------------- | ------ | ------------ |
| "Spectacular" | 2010   | Seymour Bits |

### Музички спотови
| Назив                 | Година | Директор(и)                          |
| --------------------- | ------ | ------------------------------------ |
| "Wat Pomp"            | 2009   | Die Antwoord                         |
| "Enter the Ninja"     | 2010   | Роб Мелпејџ                          |
| "Evil Boy"            | 2010   | Нинџа и Роб Мелпејџ                  |
| "Rich Bitch"          | 2011   | Кобус Холнајер и Нинџа               |
| "Fok Julle Naaiers"   | 2011   | Нинџа и Рос Герет                    |
| "I Fink U Freeky"     | 2012   | Роџер Бален и Нинџа                  |
| "Baby's on Fire"      | 2012   | Нинџа и Теренс Нејл                  |
| "Fatty Boom Boom"     | 2012   | Нинџа, Теренс Нејл и Саки Фокен Берг |
| "Cookie Thumper!"     | 2013   | Нинџа                                |
| "Pitbull Terrier"     | 2014   | Нинџа                                |
| "Ugly Boy"            | 2014   | Нинџа                                |
| "Banana Brain"        | 2016   | Ninja and Terence Neale              |
| "Fat Faded Fuck Face" | 2016   | Yolandi Visser                       |
| "Love Drug" (Lyric)   | 2017   | Ninja and Yolandi Visser             |